# Pacucha
Pacucha es una localidad peruana ubicada en la región Apurímac, provincia de Andahuaylas, distrito de Pacucha. Se encuentra a una altitud de 3147 m s. n. m. Tenía una población de 1145 habitantes en 1993.
Alrededor de la localidad se encuentra la laguna Pacucha y el sitio arqueológico de Sóndor.

## Galería

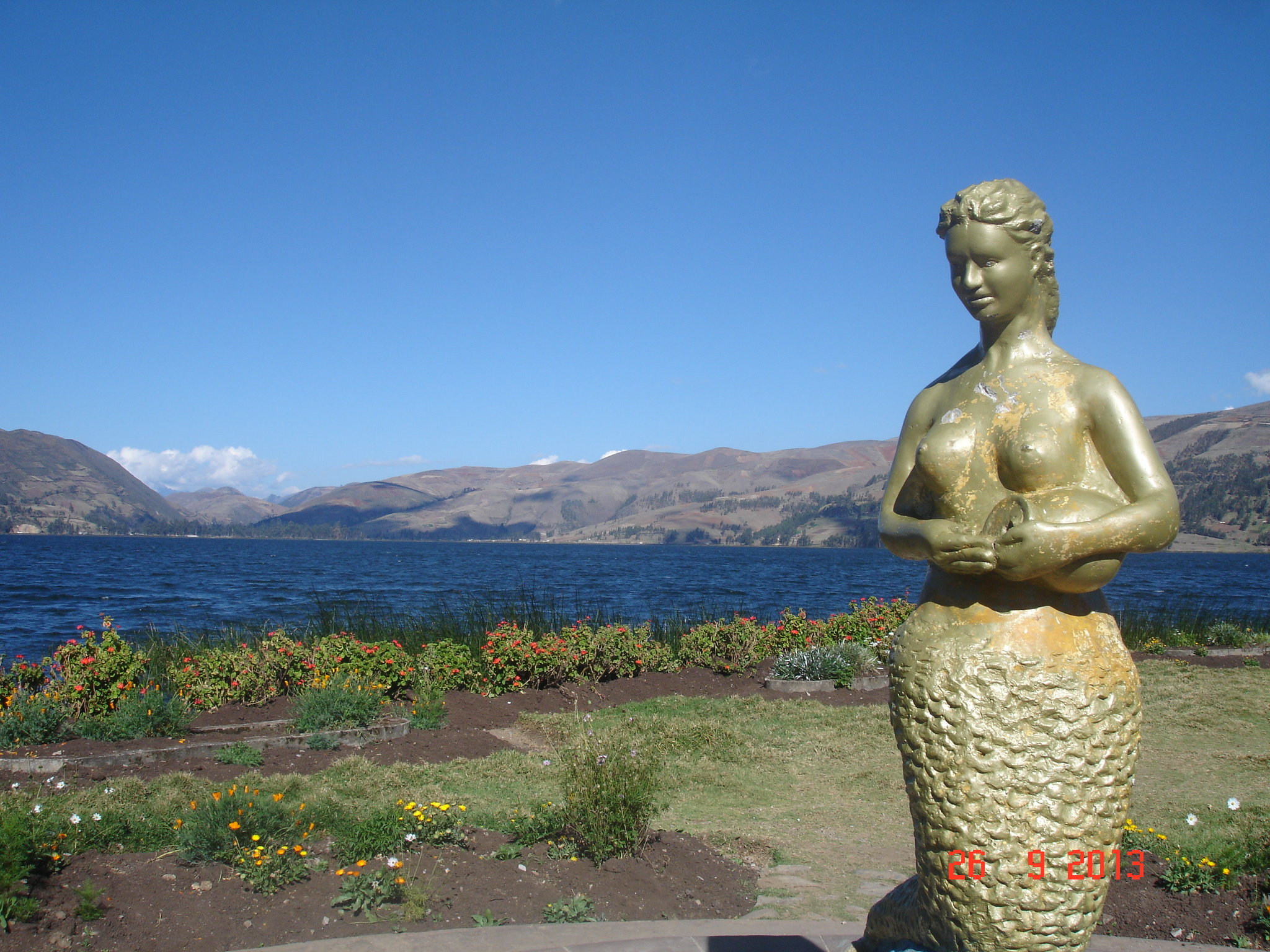
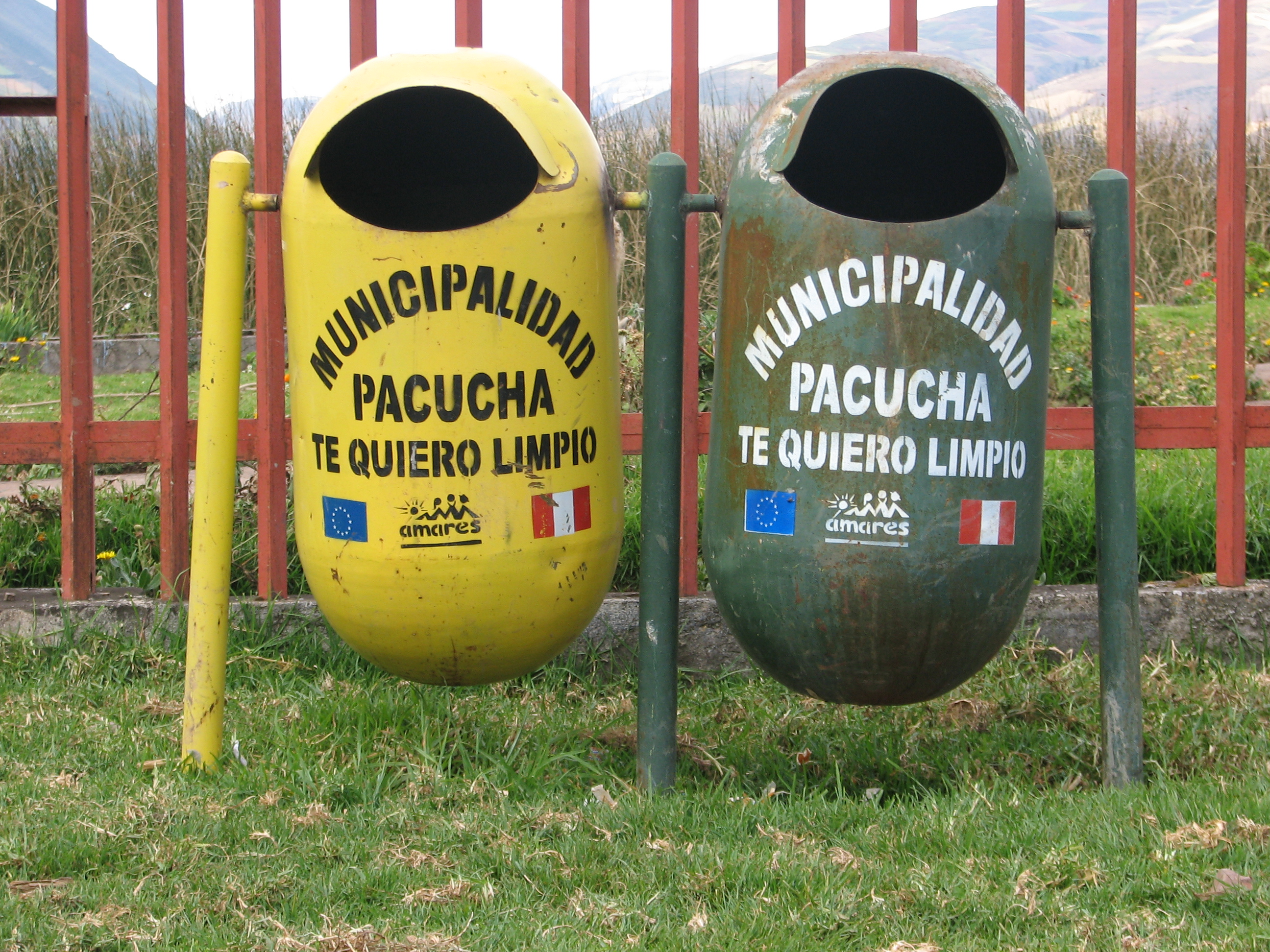
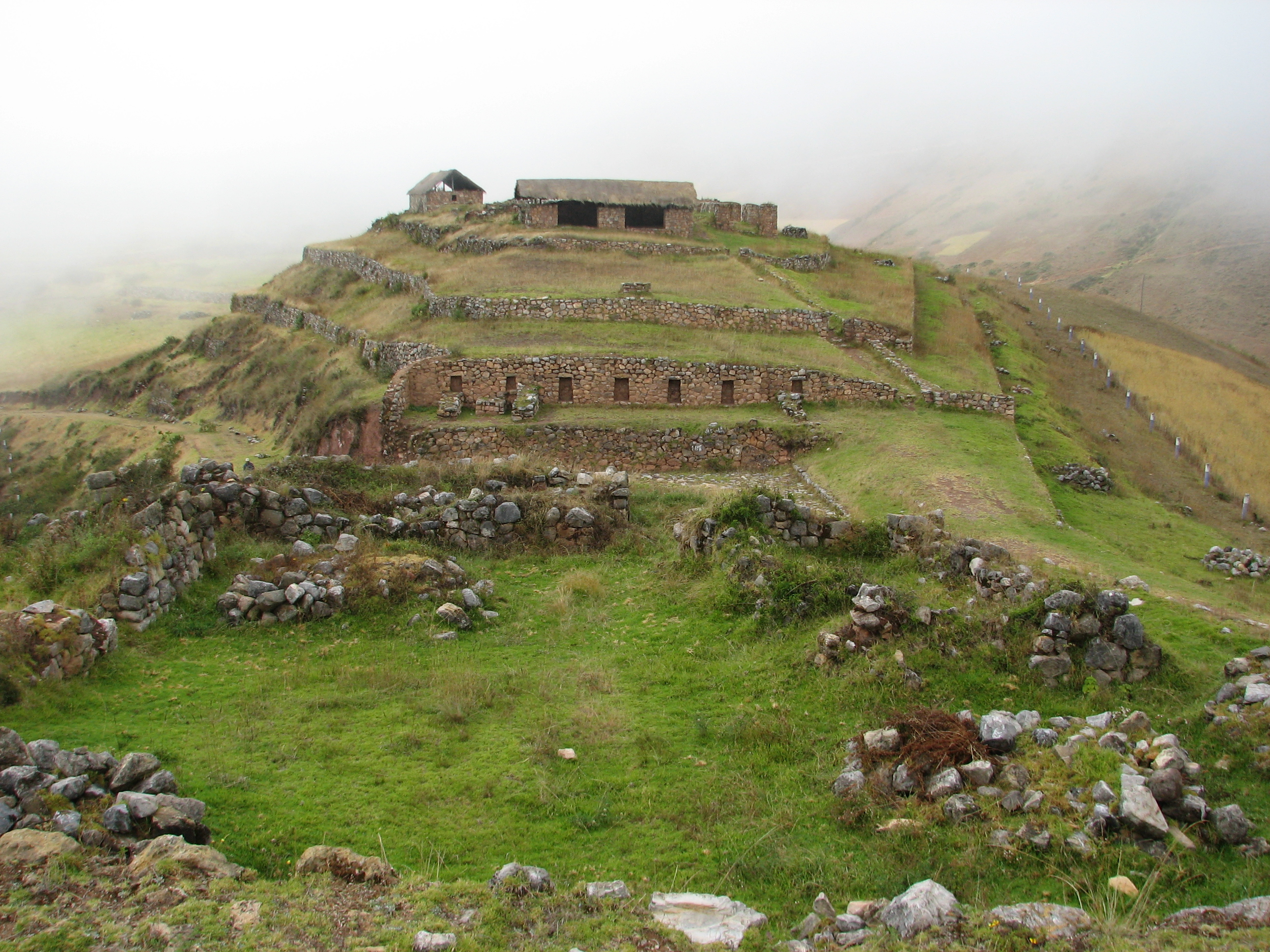
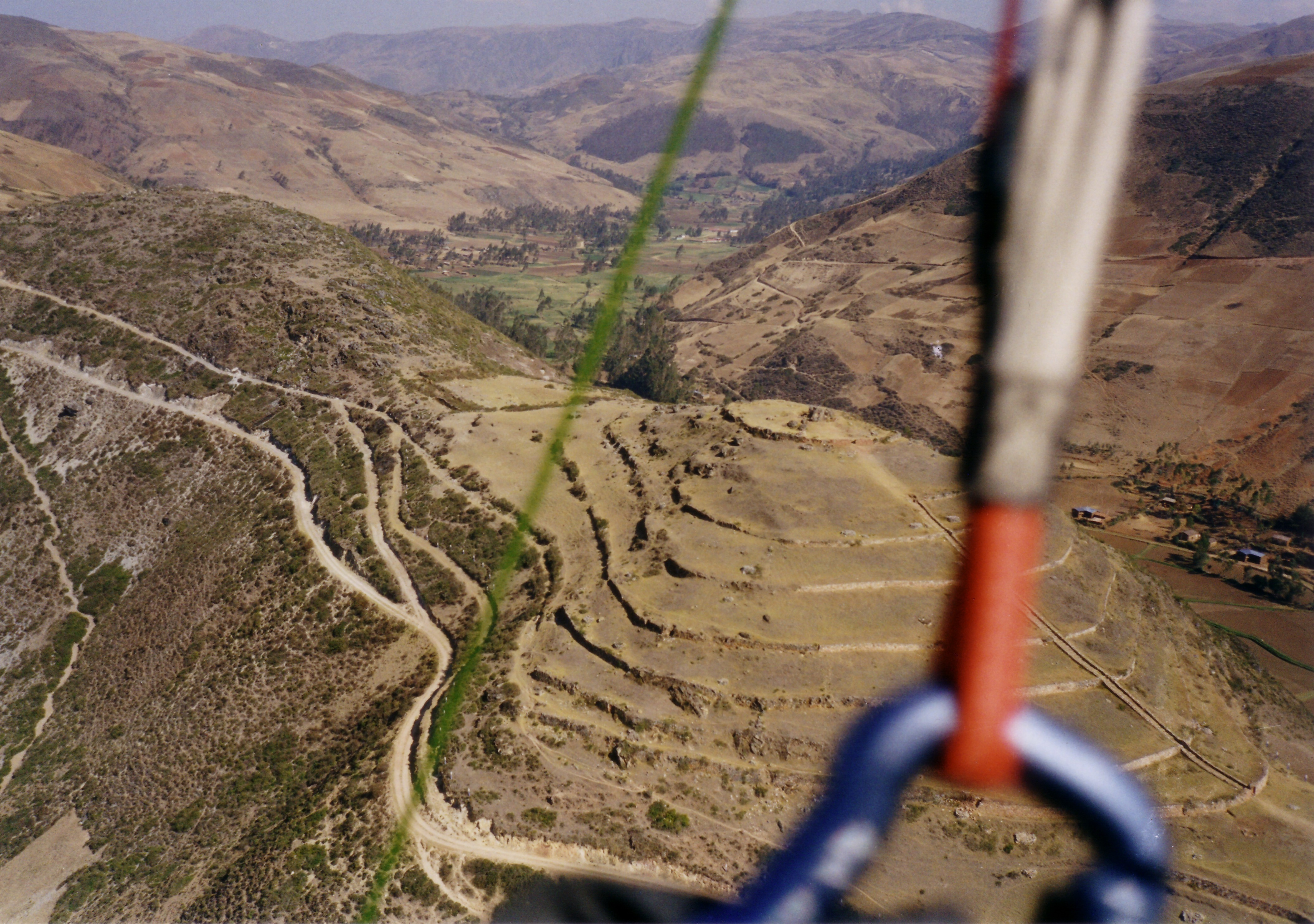

## Clima
| Parámetros climáticos promedio de Pacucha | Parámetros climáticos promedio de Pacucha | Parámetros climáticos promedio de Pacucha | Parámetros climáticos promedio de Pacucha | Parámetros climáticos promedio de Pacucha | Parámetros climáticos promedio de Pacucha | Parámetros climáticos promedio de Pacucha | Parámetros climáticos promedio de Pacucha | Parámetros climáticos promedio de Pacucha | Parámetros climáticos promedio de Pacucha | Parámetros climáticos promedio de Pacucha | Parámetros climáticos promedio de Pacucha | Parámetros climáticos promedio de Pacucha | Parámetros climáticos promedio de Pacucha |
| Mes                                       | Ene.                                      | Feb.                                      | Mar.                                      | Abr.                                      | May.                                      | Jun.                                      | Jul.                                      | Ago.                                      | Sep.                                      | Oct.                                      | Nov.                                      | Dic.                                      | Anual                                     |
| ----------------------------------------- | ----------------------------------------- | ----------------------------------------- | ----------------------------------------- | ----------------------------------------- | ----------------------------------------- | ----------------------------------------- | ----------------------------------------- | ----------------------------------------- | ----------------------------------------- | ----------------------------------------- | ----------------------------------------- | ----------------------------------------- | ----------------------------------------- |
| Temp. máx. media (°C)                     | 20.3                                      | 20                                        | 19.9                                      | 20.7                                      | 20.7                                      | 20.1                                      | 19.9                                      | 20.9                                      | 21.1                                      | 22.8                                      | 22.6                                      | 21                                        | 20.8                                      |
| Temp. media (°C)                          | 13                                        | 13                                        | 12.9                                      | 12.9                                      | 12                                        | 11                                        | 10.7                                      | 11.4                                      | 12.6                                      | 13.9                                      | 14                                        | 13.3                                      | 12.6                                      |
| Temp. mín. media (°C)                     | 5.8                                       | 6                                         | 5.9                                       | 5.2                                       | 3.4                                       | 1.9                                       | 1.6                                       | 2                                         | 4.1                                       | 5.1                                       | 5.4                                       | 5.7                                       | 4.3                                       |
| Fuente: climate-data.org                  |                                           |                                           |                                           |                                           |                                           |                                           |                                           |                                           |                                           |                                           |                                           |                                           |                                           |